# Barles
Els barles (llengua txagatai i farsi برلاس Barlās; també apareix com a Berlas o Birlas) foren una tribu mongola més tard turquitzada i esdevinguda una confederació turcomongola nòmada establerta a l'Àsia central amb centre a Kish. Fou la tribu principal de l'imperi timúrida.

## Orígens
Segons la Història Secreta dels Mongols, una obra de poesia èpica del segle xiii escrita en regnat d'Ogodei, els barles tenien el mateix ancestre que els Borjigin (la família de Genguis Kan) i que altres tribus mongoles. El clan dirigent té origen en Qarchar Barlas, el cap d'un dels regiment de Txagatai Khan, que era descendent del llegendari guerrer mongol Bodonchir (Bodon Achir; Bodon'ar Mungqaq), que fou considerat ancestre directe de Genguis Kan.
A causa del seu constant contacte amb la població nativa de l'Àsia central la tribu no sols va adoptar l'islam com a religió, sinó també la llengua txagatai, un llenguatge turc de la branca karluk que estava fortament influït per l'àrab i el persa i que posteriorment va evolucionar cap al modern uzbek.

## Timúrides i Mughals

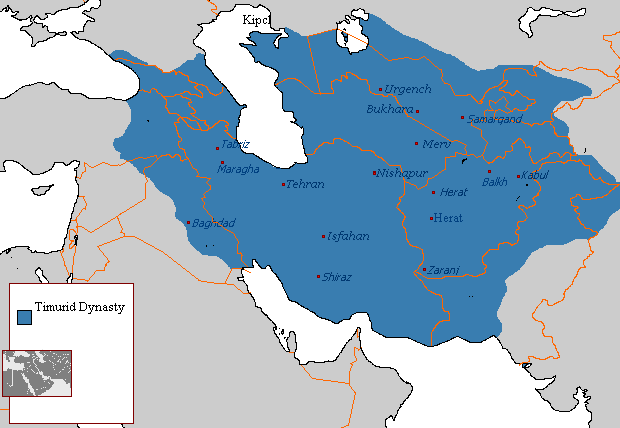
Mapa de l'imperi timúrida

El conqueridor del segle xiv Tamerlà, fundador de la dinastia timúrida, va néixer en una noble família de la tribu dels barles i la va dirigir des de 1260/1261. Un dels seus descendents, Baber, fou el fundador de l'Imperi Mogol a l'Àsia central i l'Índia.
La tribu Barles en temps de Tamerlà era de costums mongoles i amb nom mongol, però de fet era una tribu turca o totalment turquitzada. La llengua nativa de Timur fou el turc, encara que parlava algo de persa, però no parlava mongol. El seu origen estava en Karaxan Noyan, el cap d'un dels quatre grups militars originals concedits per Genguis Kan al seu fill Txagatai. L'amir dels Barles era amir al-umara del kan Txagatai i dels seus successors, el que el situava en una posició de certa preponderància, que no sabem si es va mantenir al llarg dels anys i subsistia quan Timur era jove, ni tan sols si el càrrec d'amir al-umara fou real i les evidències no acrediten en tot cas la suposada especial importància de la tribu; no es registren matrimonis entre els caps de la tribu i la casa reial genguiskànida de Txagatai. El Muizz al-ansab dona el nom de diversos fills de Karaxar, però només s'atura a donar la línea en cinc d'ells que serien a l'origen dels cinc principals clans: Shirga, Yesunte Mongke, Lala, Ildiz i Ijal. Cap de les línies tenia un predomini especial o funcions determinades i no formaven entitats polítiques o militars separades. Quan Timur era jove el cap de la tribu era Hajji Barles, de la línia de Yesunte Mongke; Timur era de la línia d'Ijal. Els amirs de les cinc línies pel que sabem, actuaven al mateix temps i en general ho feien conjuntament. Els governs i els comandaments passaven d'una línia a altre sense cap disposició especial en l'herència i a vegades les posicions passaven a un fill o a un nebot o es repartien entre un fill i un nebot; les línies dirigents no eren endogàmiques i es coneixen diversos enllaços amb dones de fora la tribu.
Al seu naixement el cap dels Barles era el seu oncle Hajji Saif al-Din Barles, conegut simplement com a Hajji perquè havia fet el pelegrinatge a la Meca. Era impetuós i malcarat i sota el seu govern la tribu va anar de mal en pitjor. Taragai, el pare de Timur, pertanyia a un dels cinc llinatges més importants de la tribu, el d'Ijal. La tribu Barles pertanyia al kanat de Txagatai (occidental) igual que altres tribus, cadascuna de les quals assentada en una regió la qual governava sota l'autoritat suprema del Khan. Les tribus més importants eren els Arlat, els Jalayir, els Qawjin i els Barles, però n’hi havia mes. Els barles estaven assentats a la regió del riu Qashqa Darya amb seu a l'anomenada Ciutat Verda (Shahr-i-Sabz, o tradicionalment Kish) al sud de Samarcanda.